# Antonin Canavèse
Pour les articles homonymes, voir Canavèse.
Antonin Antonio Canavèse, né le 3 avril 1929 à Aix-en-Provence et mort le 25 juin 2016 dans la même ville est un coureur cycliste français professionnel de 1949 à 1956.
Ses frères Dominique Canavèse (1923-2006) et Pierre Canavèse (1922-2011) furent aussi des coureurs cyclistes professionnels à la même période. 

## Palmarès
- 1949
  - Champion de Provence de cyclo-cross
  - Grand Prix de Cannes
  - Course de côte de Sainte-Baume
- 1950
  - GP Wolber indépendants
  - 1re étape du Tour du Sud-Est
  - 2e du Tour du Sud-Est
  - 3e du Grand Prix d'Espéraza
- 1951
  - Nantes-Angers-Nantes
  - Coupe Marcel Vergeat
  - Grand Prix d'Aix-en-Provence
  - Grand Prix du comptoir des tissus
  - Grand Prix de Mauléon
  - Circuit Charentais
  - 3e de la course de côte du mont Faron
- 1952
  - Grand Prix du comptoir des tissus
  - Boucles roquevairoises
  - 2e et 6ea étapes du Tour du Sud-Est
  - 2e du championnat de France de cyclo-cross
  - 9e du championnat du monde de cyclo-cross
- 1953
  - Trophée des grimpeurs
  - Tour du Vaucluse
  - 2e du Grand Prix du comptoir des tissus
  - 3e du championnat de France de cyclo-cross
- 1954
  - 3e du Trophée des grimpeurs
- 1955
  - 3e du Tour du Vaucluse

## Résultats sur les grands tours

### Tour de France
1 participation
- 1950 : éliminé à la 12e étape